# 発哺ブナ平スキー場
発哺ブナ平スキー場 （ほっぽブナだいらスキーじょう）は、長野県下高井郡山ノ内町にあるスキー場である。

## 概要
志賀高原スキー場の中央エリアに位置し、東館山(標高1994m）の南西麓（標高1500ｍ付近）に広がる「ブナ平」と呼ばれる緩斜面を中心としたスキー場である。ブナ平の緩やかな斜面を生かした初心者、初級者向けゲレンデが中心で、一部斜度のややきつい中級者向けコースとなっている。
スキーヤーやスケートボーダーの間では単に「ブナ平（ぶなだいら）」とも呼ばれている。
スキー場上部にて東館山ゴンドラリフトを通じて東館山スキー場と、下部において西館山スキー場、ジャイアントスキー場と接続している。ジャイアントスキー場との往来はどちらも一部上り坂があり、スケーティング等に頼る必要がある。特にジャイアントスキー場のリフト乗車場に向かう上り坂は標高差約10ｍ、斜度13°程度あるため、相当のスピードを以てアタックしないと上り詰めることができない。
リフト1路線、コース1本、標高1340〜1568m（標高差228m）、コースレベル配分は上級0％、中級10％、初級90％。発哺ブナ平スキー場の最下部から最上部までクワッドリフト1本で運用している。リフト運営主体は、志賀高原リゾート開発。
営業期間は12月下旬〜3月下旬まで。
駐車場は、スキー場下部のジャイアントスキー場に整備された「ジャイアント駐車場」が近い。

## コース・ゲレンデ
(滑走延長、平均斜度／最大斜度)

### 初級者コース
- ブナ平ゲレンデ(1500m、15°／25°)
  - 発哺ブナ平スキー場の唯一のゲレンデ。
  - 前半から中盤にかけては横幅最大150mもある広々としたゲレンデで平均斜度も10°程の超緩斜面。初心者でも安心してスキーを楽しめる。
  - コース終盤にて最大斜度25°の中斜面になるが、初心者には右側の林道を利用した若干狭いながらも迂回コース（平均斜度8°）がある。
  - また、かつては中級コースを慣性力を以て直滑降にてジャイアントスキー場の上り坂をクリアするスキーヤーが見受けられ、衝突事故が絶えなかったことから、2015-2016シーズンから、中級コース下部を直滑降できないよう柵を設け、つづら折りさせる措置がとられている。これにより初級者でもかつての中級者向け斜面を下ることができるようになった。
  - 東館山ゴンドラリフトの東館山山頂駅付近をスタート地点、ブナ平ゲレンデ最下部をゴール地点として全日本選手権のダウンヒルコースに使用されたことがあり、東館山上級コース下部からスピードを落とさずにブナ平の約800mに亘る緩斜面をいかに早く滑り切るかが勝敗を左右した。

### 廃止されたコース
(滑走延長、平均斜度／最大斜度)
- ブナ平ゲレンデ最上部（190m、28°／30°）
  - 現在のブナ平ゲレンデの上部より更に上には、奥志賀林道から分岐して発哺温泉に向かうバス路線の道路がある。かつては、この道路から直接ブナ平スキー場に滑り込むことが出来た。
  - 現在もコースの名残があり、雪面やブッシュの管理はなされていないが、高木等が生えておらず滑り込むことは可能である。
  - 現在も当該スタート地点の道路には車を数台停められるかつての駐車スペースが残っている。

## リフト
(距離、高低差、時間)

### 営業中リフト
- ブナ平ゴンドラリフト(1047m、229m、6分00秒)
  - スキー場の最下部から最上部に架かる四人乗り自動循環式ゴンドラリフトで、本スキー場唯一のリフトである。
  - 降車場では東館山ゴンドラリフトの発哺温泉山麓駅に接続している。
  - グリーンシーズンの2021年8月6日、従来の発哺クワッドリフトの索道施設を利用し、従来の椅子式搬器をゴンドラ搬器に付け替えて開業した。
  - これに伴い名称が「ブナ平ゴンドラリフト(通称：ブナ平ゴンドラ)」となった。

### 廃止・休業中リフト
- ブナ平クワッドリフト(521m、93m、2分01秒)
  - ブナ平ゲレンデの緩斜面部分だけに架かる高速四人乗り自動循環式チェアリフト(デタッチャブルチェアリフト)。
  - 現在も索道設備は残っており、その存在を容易に確認することができる。
  - 本リフトが休業することにより初心者、初級者スキーヤーがスキー場の最下部まで滑走する必要が生じたことも、最後の中斜面がつづら折りに変更された要因の一つである。
  - クワッドリフトに架け替えられる以前は固定循環式チェアリフトが3線並行して運行していた。
- 発哺クワッドリフト(1048m、229m、5分49秒)
  - 高速四人乗り自動循環式チェアリフト(デタッチャブルチェアリフト)。
  - 2020-2021年シーズンを以てチェアリフトでの運行を終了し、東館山ゴンドラリフトの旧ゴンドラ搬器に付け替えられたことに伴い本索道名称は廃止された。

### 料金
2020～2021シーズンの中央エリア限定リフト料金(消費税及び地方消費税込み)は以下の通りである。志賀高原18スキー場共通リフト券については志賀高原スキー場を参照のこと。
| 券種    | 大人  | 小学生以下 | 備考               |
| ------- | ----- | ---------- | ------------------ |
| 4時間券 | 4,500 | 2,300      | 期間:12/21～3/31。 |
| 1日券   | 5,000 | 2,500      | 期間:12/21～3/31。 |
| 1日券   | 3,900 | 2,000      | 期間:OPEN～12/20   |
| 1日券   | 4,100 | 2,000      | 期間:4/1～CLOSE    |

## 施設・サービス

### 飲食施設
ブナ平ゲレンデ上部南側（ゲレンデ下部から見上げて右側）にあるホテルが昼食時にレストランを一般に開放している。また、最下部にあるジャイアントスキー場周辺に複数の宿泊施設が昼食サービスを実施している。
- 営業中のレストラン
  - 志賀いこい荘：カレー、ハンバーグ、ビーフシチュー等の定食類を提供する。
- 廃止・休業中レストラン
  - カムループス：ログハウスのパスタ料理を提供していた。
  - ALPEN GLOW：カレーやカツ丼、ラーメン等を提供する昔ながらの所謂「ゲレ食」。
  - ブナ平ロッヂレストラン：宿泊施設に併設されたレストラン。担々麺、丼もの、カレーやケーキセット等があった。セルフサービス。

### 宿泊施設
ブナ平ゲレンデ上部に二件の宿泊施設がある。かつてはその並びに複数の宿泊施設が存在した。
- 営業中の宿泊施設
  - 志賀いこい荘：
  - ブナ平ホテル清広荘：
- 廃止・休業中の宿泊施設
  - ブナ平山荘：ログハウス風の宿泊施設。
  - ブナ平ロッヂ：食堂には薪ストーブや小上がりがあり人気があった。

### 駐車場施設
隣接するスキー場に整備された駐車場を利用する。
- ジャイアント駐車場
  - ブナ平ゲレンデ最下部から接続するジャイアントスキー場にある。
  - 駐車台数:約350台。

## 交通

### 道路
長野県側の湯田中方面から国道292号線を登ると、水無池付近の「20号カーブ」三叉路交差点を左折する（一般には白樺ルートと呼ばれている）。
道なりに1km程進むとやがて琵琶池畔に至り、白樺ルートから外れて斜め左に入る道路を入る。更に1km余り進むとジャイアント駐車場に到着する。
また、国道をさらに登り、途中で奥志賀林道に進めば発哺温泉街にアクセスできる。

### 公共交通機関
長野電鉄長野線の湯田中駅前から長電バス奥志賀高原線で「発哺温泉」停留所下車。
東日本旅客鉄道北陸新幹線および信越本線の長野駅東口バス広場、或いは東日本旅客鉄道北陸新幹線および飯山線の飯山駅千曲川口バス広場から長電バス急行志賀高原線で「発哺温泉」停留所下車。